# Heuchelheim bei Frankenthal
Heuchelheim bei Frankenthal ist eine Ortsgemeinde im rheinland-pfälzischen Rhein-Pfalz-Kreis, innerhalb dessen sie gemessen an der Einwohnerzahl die zweitkleinste Ortsgemeinde bildet. Sie gehört der Verbandsgemeinde Lambsheim-Heßheim an.

## Geographie
Heuchelheim als nordwestlichster Ort der Verbandsgemeinde Lambsheim-Heßheim liegt an der Grenze zum Landkreis Bad Dürkheim in der Metropolregion Rhein-Neckar. Dirmstein ist der westliche Nachbarort, im Uhrzeigersinn folgen Worms, Großniedesheim, Beindersheim, Heßheim und Gerolsheim. Zur Gemeinde gehören zusätzlich die Wohnplätze Am Fischerweg 1, Am Fischerweg 2, Birkenhof, Hof am Nußbaum, Im Kändelrain 1, Im Kändelrain 2, Im Rebgarten, Im Ring und Lindenhof.
Am Südrand der Bebauung fließt der Eckbach und noch weiter südlich dessen Seitenarm Altbach. Der Schrakelbach bildet die östliche Gemarkungsgrenze.

## Geschichte
Die älteste erhaltene Erwähnung des Ortes als Huchilheim stammt von 767 und findet sich im Lorscher Codex. Gegründet wurde der Ort von Franken im 6./7. Jahrhundert. Der Ortsname in der heutigen Form ist seit 1410 belegt.
Das Kloster Otterberg war im Ort begütert. Die Johanniterkommende Worms hatte vor Ort ebenso Besitz.

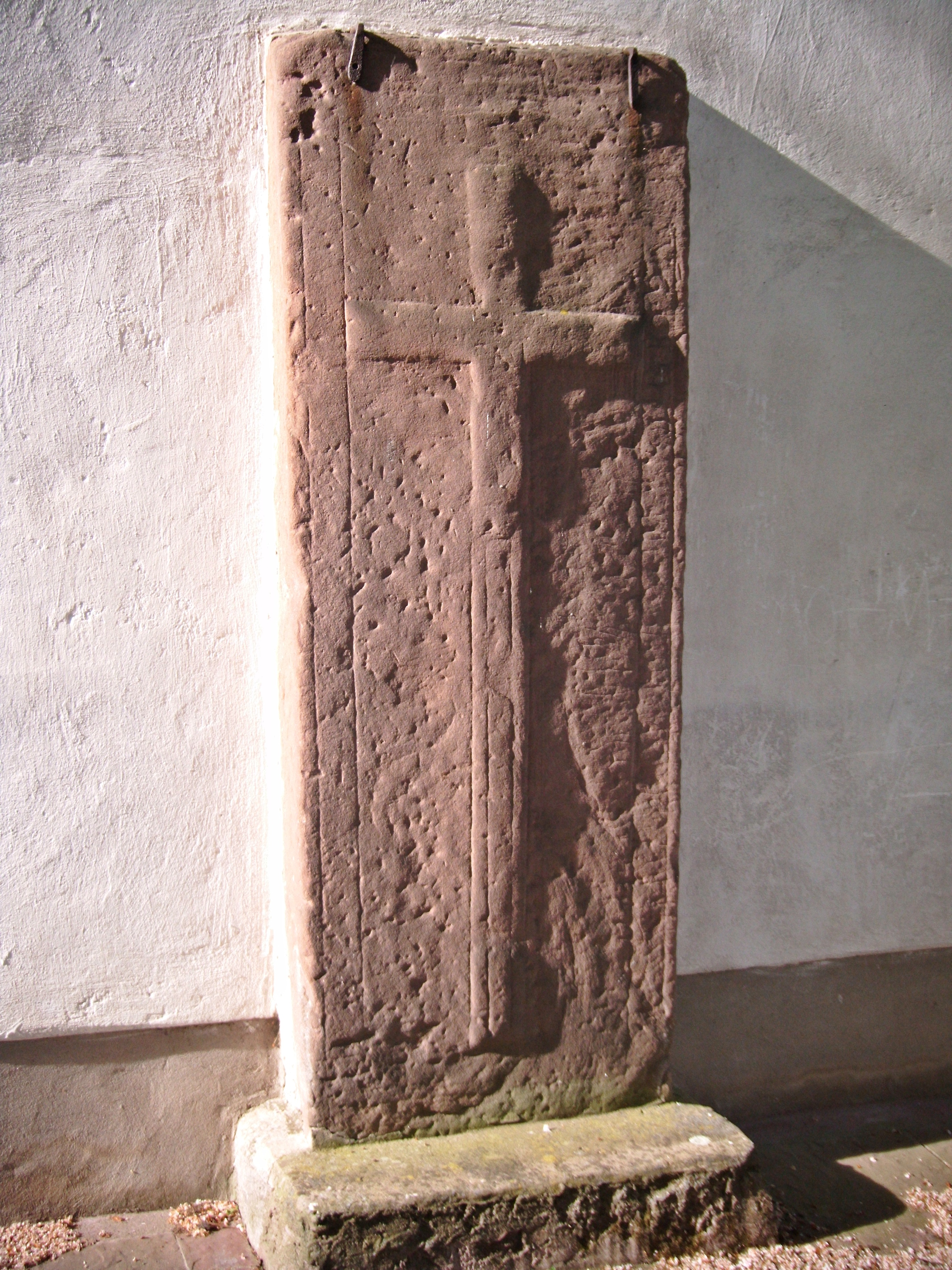
Grabplatte aus dem 12. Jahrhundert, an der Protestantischen Kirche

1368 wurden Burg und Dorf durch Pfalzgraf Ruprecht I. den Kämmerern von Worms zu Lehen gegeben. 1410 ging die Landeshoheit über Heuchelheim an das Herzogtum Pfalz-Zweibrücken über, von dem es als Erblehen an die Familie der Eckbrechte von Dürkheim vergeben wurde. Von 1657 bis 1741 war das Lehen in der Hand von Johann Konrad Blarer von Geyersburg und dessen Nachkommen, danach wurde es durch Christian III. von Pfalz-Birkenfeld-Zweibrücken an den kurpfälzischen Hofkanzler, Freiherr Jakob Tillmann von Hallberg vergeben.
Im Zusammenhang mit den Koalitionskriegen wurde die Pfalz 1794 unter französische Verwaltung gestellt und gehörte von 1798 bis 1814 zum Departement Donnersberg. Heuchelheim war Sitz einer Mairie im Kanton Frankenthal, der zum Arrondissement Speyer gehörte.
Aufgrund der Beschlüsse des Wiener Kongresses (1815) kam die Pfalz und damit auch Heuchelheim zunächst zu Österreich und 1816 aufgrund eines Staatsvertrages an das Königreich Bayern. Heuchelheim wurde 1818 dem Landkommissariat Frankenthal im Rheinkreis zugeordnet, 1862 dem Bezirksamt Frankenthal und 1939 dem Landkreis Frankenthal (Pfalz). Seit 1946 ist Heuchelheim ein Teil des Landes Rheinland-Pfalz.
Im Zuge der ersten rheinland-pfälzischen Verwaltungsreform wurde der Landkreis Frankenthal (Pfalz) 1969 aufgelöst, Heuchelheim kam zum Landkreis Ludwigshafen, heute Rhein-Pfalz-Kreis. Seit 1972 gehörte Heuchelheim der Verbandsgemeinde Heßheim an; diese fusionierte 2014 mit Lambsheim zur Verbandsgemeinde Lambsheim-Heßheim.

## Bevölkerung

### Einwohnerentwicklung
Der ursprüngliche Ortskern bestand aus der Kirchenstraße und Hauptstraße. Die Ortsbefestigung mit zwei Zugängen bedingte im Mittelalter die Anlage der Breiten Straße als Sackgasse. Als erste Einwohnerzahl werden für das Jahr 1602 40 Hofstätten genannt. Ab Mitte des 18. Jahrhunderts dürfte es zu einem relativ starken Anstieg der Bevölkerungszahlen gekommen sein. Genaue Zahlen sind nicht bekannt, man kann mit etwa 400 bis 450 Personen rechnen. Von 500 Einwohnern 1815 stieg die Bevölkerungszahl durch Zuwanderer auf 736 im Jahr 1840. Die Häuser konzentrierten sich immer noch auf das durch den alten Befestigungsring umschlossene Gebiet, nur wenige Häuser standen außerhalb. Durch Auswanderer in die USA nahm die Bevölkerung in der Folgezeit wieder ab. Von 1871 bis 1905 stagnierte die Zahl bei 600 Einwohnern, 1939 waren es 635. Während des Betriebs (1891–1939) der Lokalbahn Frankenthal–Großkarlbach erweiterte sich der Ort um 1900 geringfügig in Richtung Nordwesten. Dort wurden ab den 1950er Jahren weitere Neubausiedlungen angelegt. 1960 hatte der Ort etwa 810 Einwohner, eine Zahl, die bis Ende 2018 auf rund 1200 stieg.

### Religion
Die vor Ort lebenden Juden besuchten einst die Synagogen in Dirmstein und Heßheim.

## Politik

### Gemeinderat
Der Gemeinderat in Heuchelheim bei Frankenthal besteht aus 16 Ratsmitgliedern, die bei der Kommunalwahl am 9. Juni 2024 in einer personalisierten Verhältniswahl gewählt wurden, und dem ehrenamtlichen Ortsbürgermeister als Vorsitzendem.
Die Sitzverteilung im Gemeinderat:
| Wahl | SPD | CDU | FWG | Gesamt   |
| ---- | --- | --- | --- | -------- |
| 2024 | 4   | –   | 12  | 16 Sitze |
| 2019 | 3   | 2   | 11  | 16 Sitze |
| 2014 | 4   | 2   | 10  | 16 Sitze |
| 2009 | 3   | 2   | 11  | 16 Sitze |
| 2004 | 4   | 2   | 10  | 16 Sitze |

- FWG = Freie Wählergruppe Heuchelheim e. V.

### Bürgermeister
Ortsbürgermeister von Heuchelheim ist Frank Klingel (FWG). Bei der Direktwahl am 26. Mai 2019 wurde er mit einem Stimmenanteil von 84,82 % und am 9. Juni 2024 als einziger Bewerber mit 85,3 % jeweils für fünf weitere Jahre in seinem Amt bestätigt.

### Wappen
| Wappen von Heuchelheim bei Frankenthal | Blasonierung: „Von Gold und Blau gespalten, rechts ein rotbewehrter und -bezungter, goldbekrönter halber schwarzer Adler am Spalt, links eine mit rotem Band gebundene goldene Ährengarbe.“ |
| Wappen von Heuchelheim bei Frankenthal | |

## Kultur und Sehenswürdigkeiten

### Kulturdenkmäler

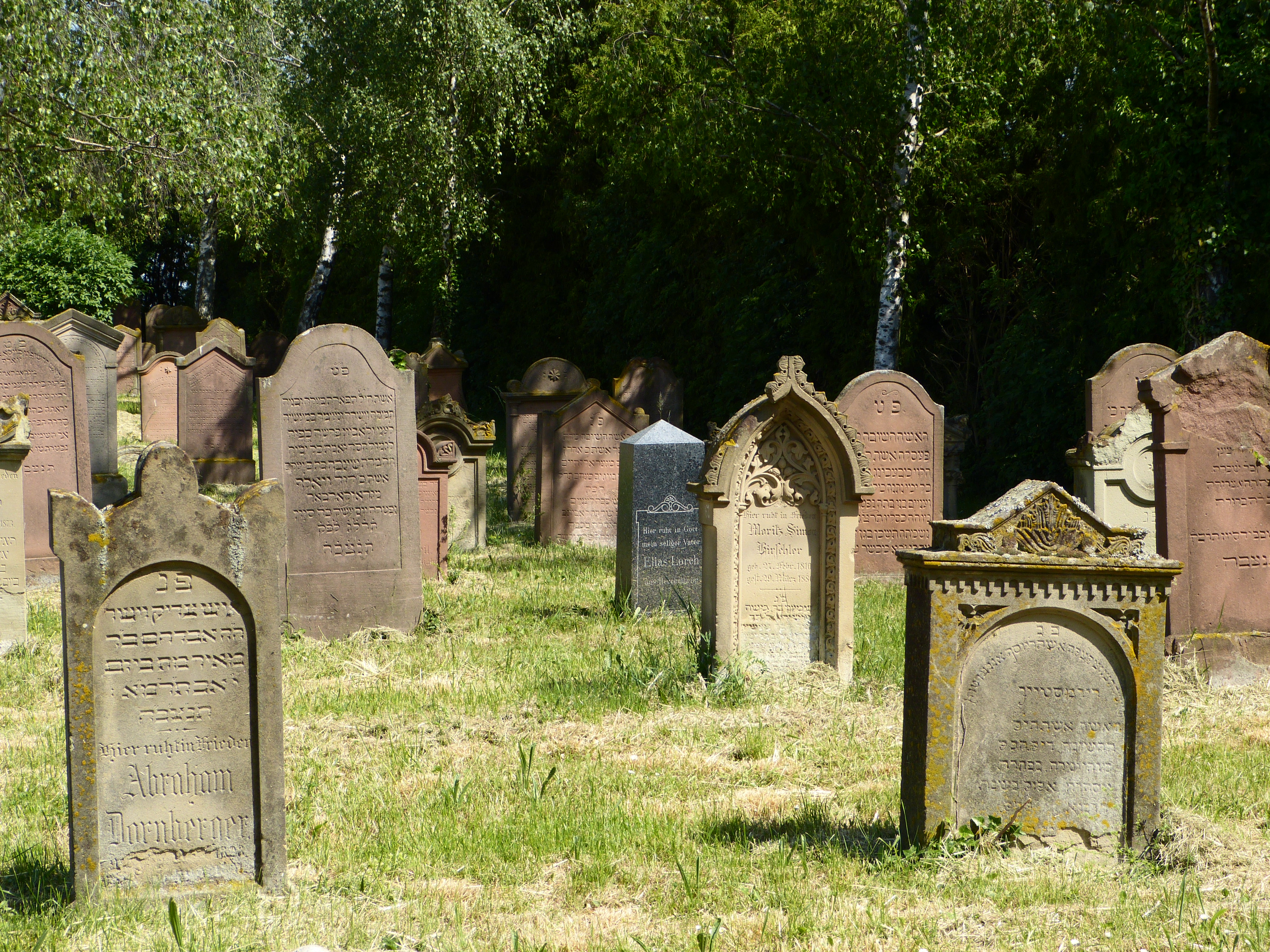
Jüdischer Friedhof
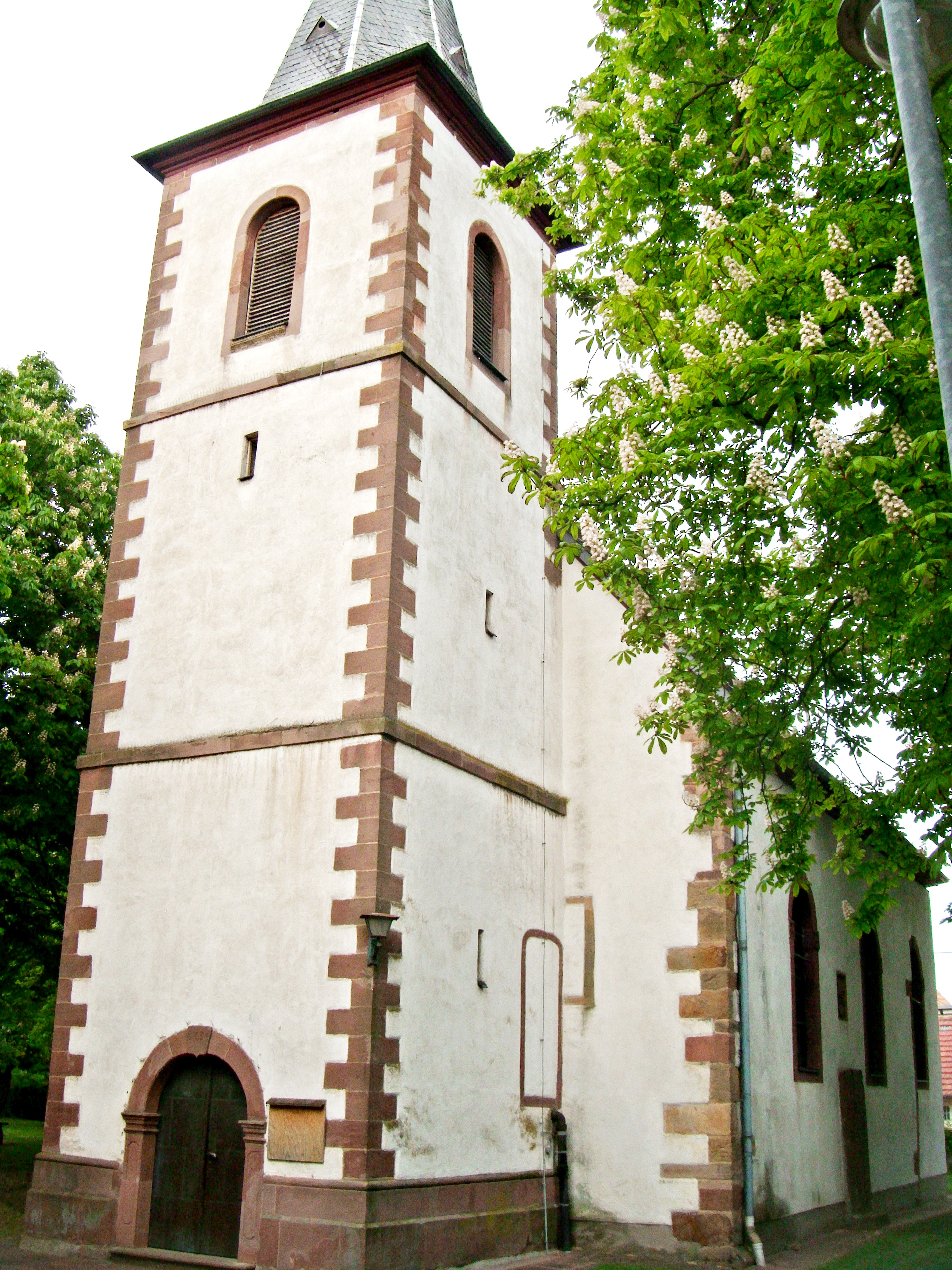
Protestantische Kirche Heuchelheim
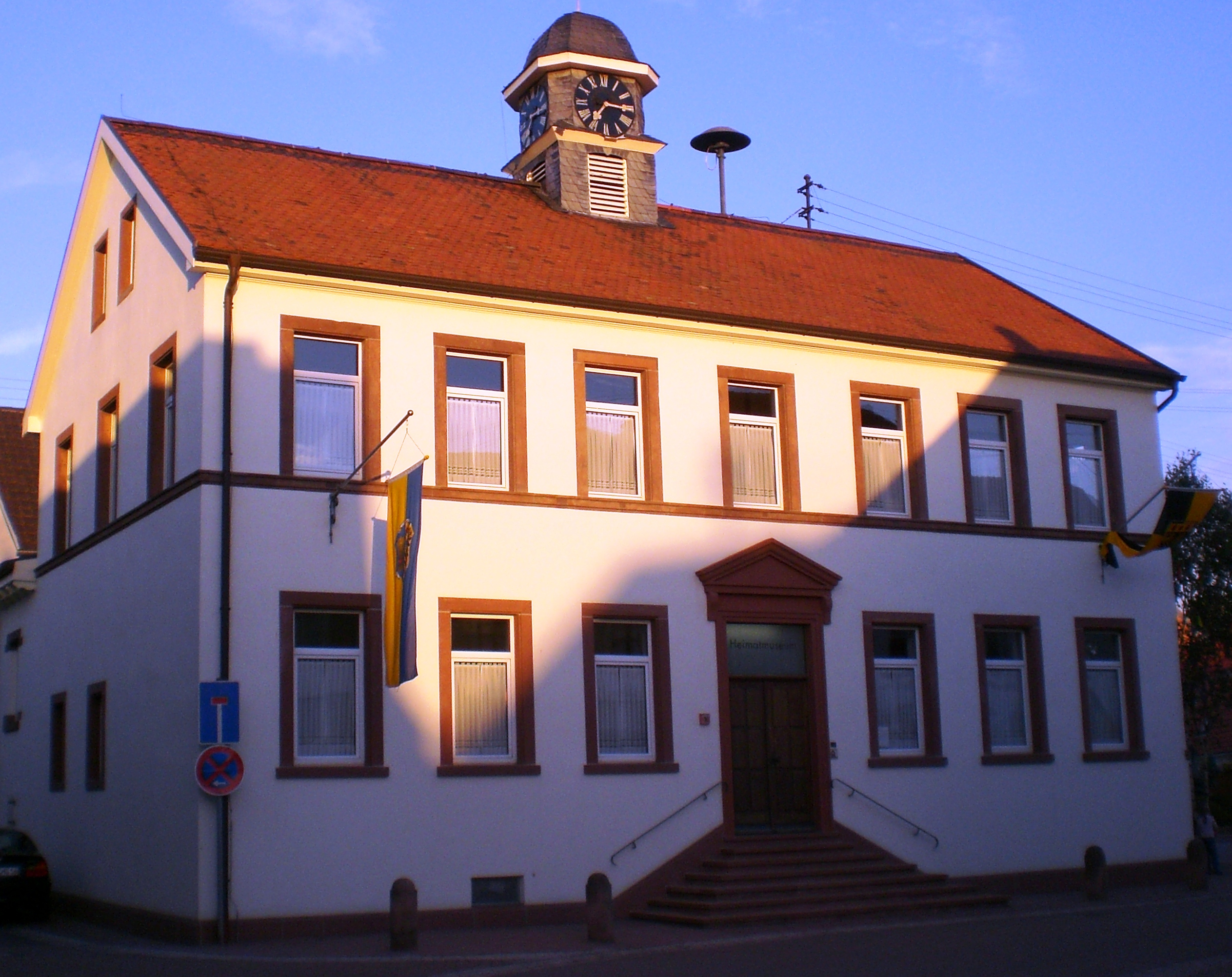
Ehemaliges Schul- und Rathaus, heute Heimatmuseum
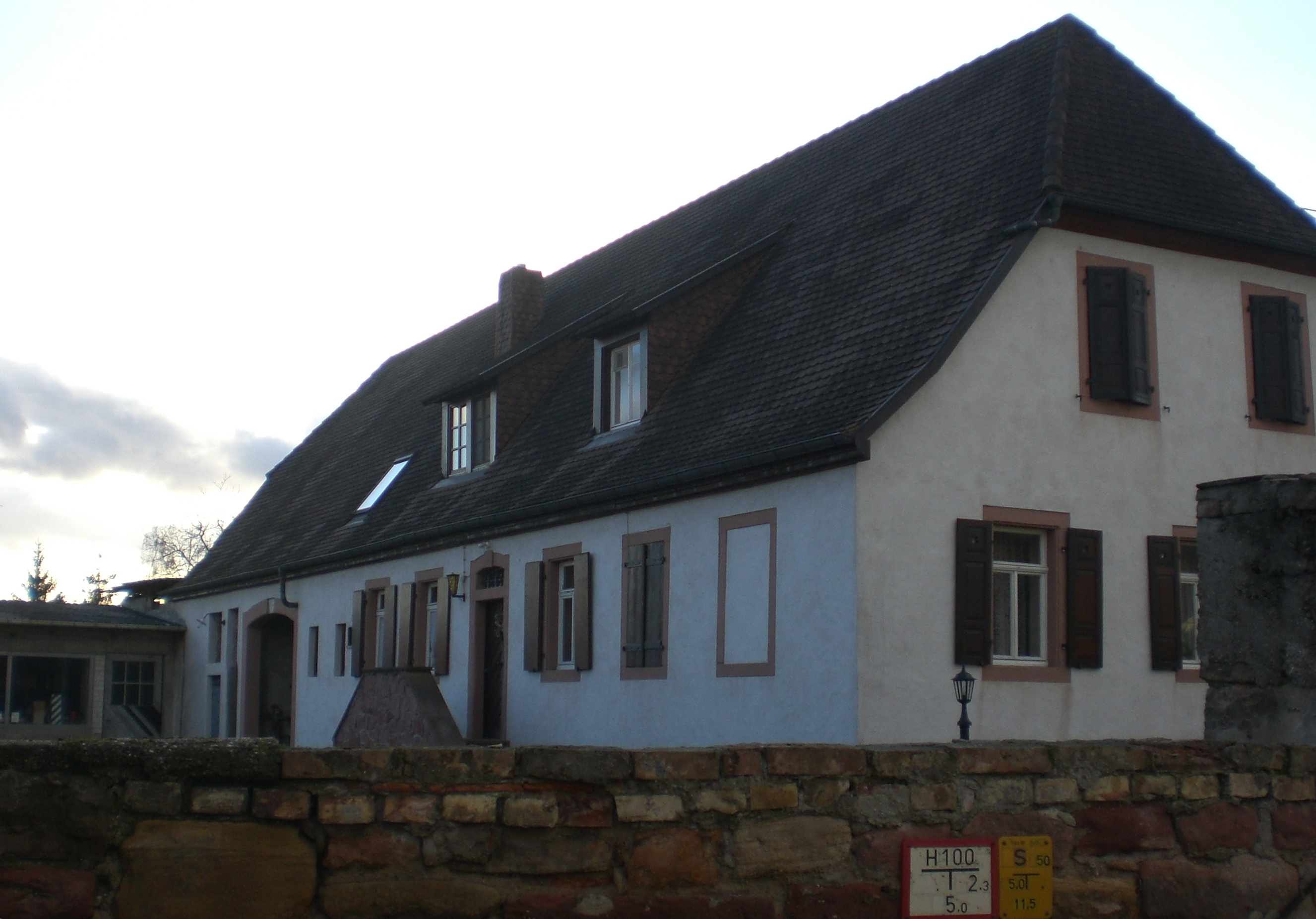
Letzte Reste von Burg und Schloss

Der jüdische Friedhof Heuchelheim ist als Denkmalzone ausgewiesen. Er ist 16,23 Ar groß und direkt beim alten Friedhof an der protestantischen Kirche gelegen, war bis ins 20. Jahrhundert zentrale Begräbnisstätte für die Juden der umliegenden Dörfer, im 18. Jahrhundert sogar der Stadt Frankenthal. Alle erhaltenen Grabsteine stammen aus der Zeit vor 1940.
Bedeutendstes Gebäude und Kulturdenkmal ist die Protestantische Kirche von 1566, die 1738 umgebaut wurde. Sie steht am Platz einer Vorgängerkirche aus dem 12. Jahrhundert. Das Heimatmuseum der Verbandsgemeinde ist seit 1999 im alten Schul- und Rathaus von Heuchelheim untergebracht. Das unter Denkmalschutz stehende Haus stammt von 1821 und wurde im Zeitraum von 1855 bis 1857 aufgestockt.
1185 wurde erstmals die Burg von Heuchelheim im Zusammenhang mit Ritter Heinrich von Heuchelheim genannt und 1190 im Lehensverzeichnis von Werner II. von Bolanden aufgeführt. Die ehemalige Wasserburg befand sich am östlichen Ortsrand innerhalb der mittelalterlichen Stadtmauer. Die kargen, zum Großteil überbauten letzten Reste der Anlage haben heute die Adresse Am Schloss 2. Über die Entstehung der Burg ist nichts bekannt, ebenso wenig über die Errichtung der Ortsbefestigung, deren Verlauf sich aus Karten des 19. Jahrhunderts noch nachvollziehen lässt. Diese Befestigung bestand aus einem äußeren Ring, der das gesamte Dorf umschloss und einen 5 m breiten Graben sowie einen inneren Wall mit einer Bruchsteinmauer aufwies. Zwei weitere Gräben umgaben die Burg. Der äußere Ring besaß zwei Torhäuser an den Zugängen zum Dorf im Süden im Bereich der Heßheimer Straße und Nordwesten im Bereich der Hauptstraße. Im Pfälzischen Erbfolgekrieg wurde die Ortsbefestigung samt den Torhäusern weitgehend zerstört, Reste der Ringmauer wurden im 20. Jahrhundert vollständig abgetragen.

### Natur
Einziges Naturdenkmal vor Ort ist der Alte Friedhof bei der Kirche.

### Vereine
Vor Ort besteht der Handballverein ATB Heuchelheim, der Bestandteil der HSG Eckbachtal ist und zum Pfälzer Handball-Verband gehört.

## Wirtschaft und Infrastruktur

### Wirtschaft

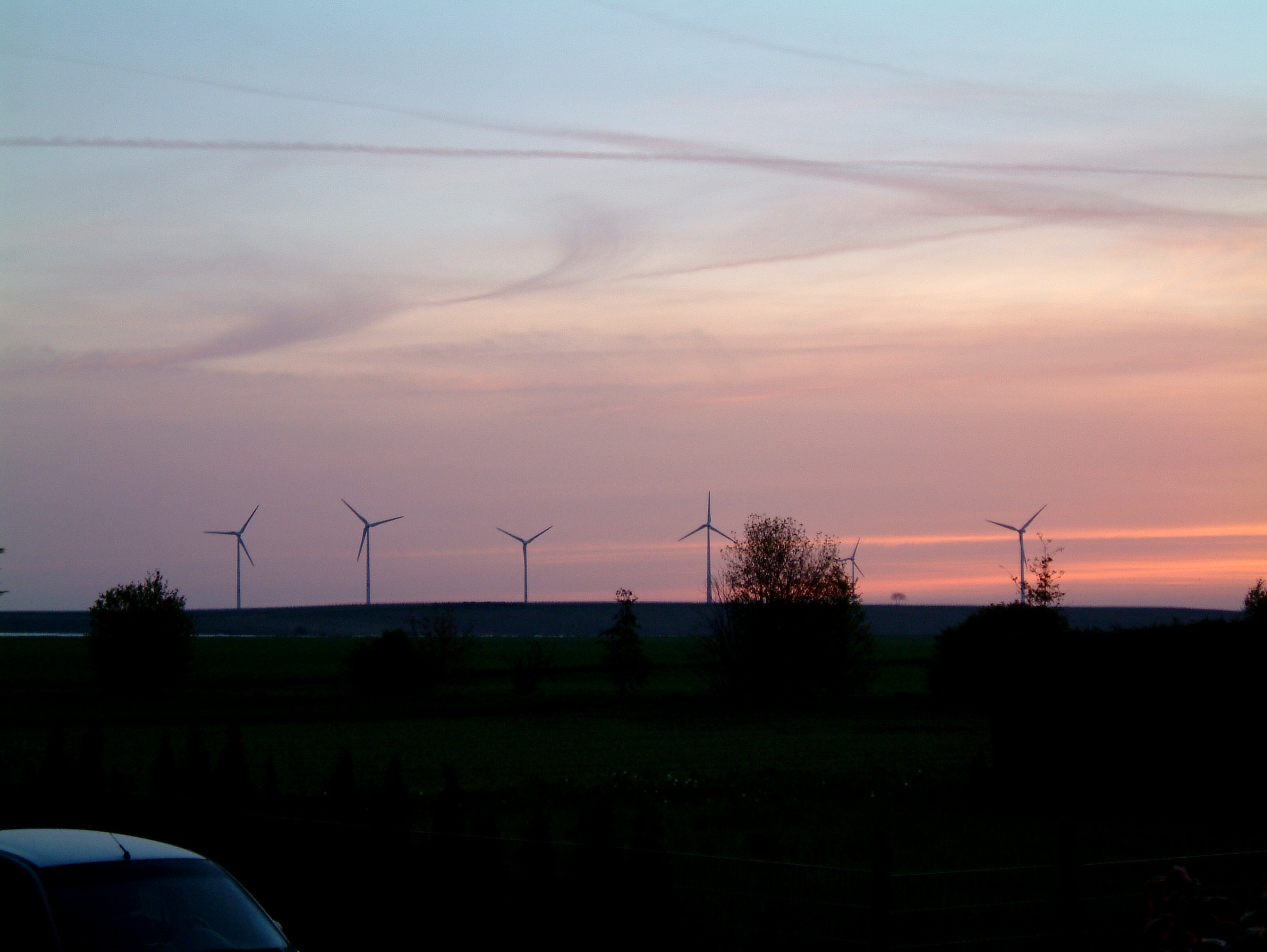
Windpark Dirmstein-Groß-/Kleinniedesheim-Heuchelheim

Obwohl der Ort mehr und mehr zur Wohngemeinde für Berufstätige in der Metropolregion Rhein-Neckar wird, gibt es noch landwirtschaftliche Betriebe. Nordwestlich der Wohnbebauung, am Ost- und Südhang des 125 Meter hohen Schirmberges, wird auch Wein angebaut. Vor Ort befindet sich die Einzellage Steinkopf (148,7 ha), die zur Großlage Schwarzerde gehört. Heuchelheim gehört damit zu den am weitesten östlich gelegenen Weinbaugemeinden der Pfalz. Im Norden der Gemarkung wurden bis 2005 sechs Windräder errichtet, die Bestandteil des im Zeitraum von 2002 bis 2016 entstandenen Windpark Dirmstein-Groß-/Kleinniedesheim-Heuchelheim sind.

### Öffentliche Einrichtungen
In Heuchelheim gibt es einen Kindergarten, eine Bücherei und ein Heimatmuseum.

### Verkehr

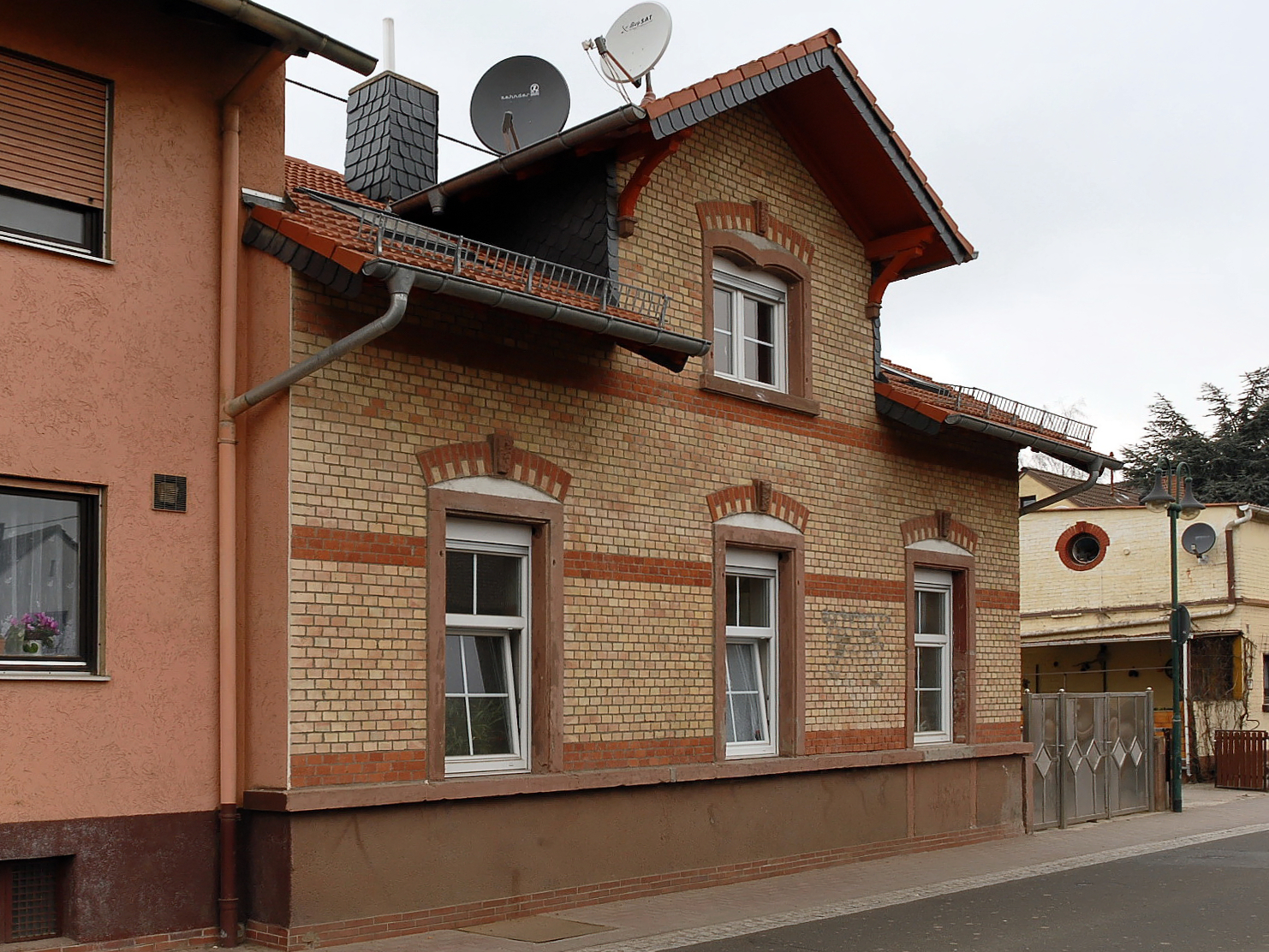
Ehemaliger Bahnhof, heute privates Wohnhaus

Von 1891 bis 1939 besaß Heuchelheim mit der Lokalbahn Frankenthal–Großkarlbach einen Eisenbahnanschluss. Der Bahnhof befand sich am südwestlichen Ortsrand von Heuchelheim. In seinem erhalten gebliebenen Empfangsgebäude waren ein Wartesaal sowie Diensträume und Wohnungen für Eisenbahner untergebracht, außerdem verfügte der Bahnhof über einen Güterschuppen und ein Ökonomiegebäude.
Die Gemeinde ist im Süden und Westen an die Landesstraße 453, die von Grünstadt nach Frankenthal verläuft, angebunden, die Landesstraße 456 führt nach Großniedesheim im Nordosten. Ohne Anschlussstellen verlaufen östlich des Ortes die A 61 (Koblenz–Speyer) und südlich die A 6 (Saarbrücken–Mannheim); letztere ist Bestandteil der Europastraße 50. Zu dieser besteht der nächste Anschluss 8 km entfernt in Frankenthal.

### Behörden
Die Gemeinde gehört zum Zuständigkeitsbereich des Amtsgericht Frankenthal (Pfalz).

### Tourismus
Durch Heuchelheim verläuft der Salier-Radweg.

## Persönlichkeiten

### Ehrenbürger
- Rudolf Schreiber. Er war Erster Beigeordneter und von 1984 bis 1994 Ortsbürgermeister. Ehrenamtlich betätigte er sich für den Allgemeinen Turnerbund Heuchelheim 1900, die Seniorenstube und das Heimatmuseum.

### Söhne und Töchter der Gemeinde
- Wilhelm Schaffner (1822–1907), Unternehmer und Mitglied des Preußischen Abgeordnetenhauses

### Personen, die vor Ort gewirkt haben
- Heinrich Theodor von Hallberg (1725–1792), Reichsgraf sowie kurpfälzischer und kurpfalz-bayerischer Diplomat aus dem Adelsgeschlecht Hallberg, ab 1788 Besitzer des Ortes
- Johann Georg Lehmann (1797–1876), evangelischer Pfarrer, Pfälzer Heimatkundler, Historiker und Buchautor, war von 1818 bis 1821  Pfarrverweser und Vikar in Heuchelheim
- Melanie Klasen-Memmer (* 1967), Physikochemikerin, lebt vor Ort